# Benjamin Britten
Edward Benjamin Britten, baron Britten od Aldeburgha (Lowestoft, 22. studenog 1913. – Aldeburgh, 4. prosinca 1976.), britanski skladatelj i pijanist. 
Najznačajnija je ličnost suvremene engleske glazbe. Suosnivač je Engleske operne grupe i glazbenog festivala u Aldeburghu. Njegova glazba prepuna je dramatike i vokalnih linija koje stvaraju određene ugođaje, osobito lirske. Skladao je opere, koncerte i pjesme uz orkestar i klavir.

## Životopis

### Početci
Edward Benjamin Britten rođen je 22. studenog 1913. u mjestu Lowestoft. Glazbom se počinje baviti vrlo rano. Svoju prvu skladbu napisao je sa samo 5 godina. Satove klavira držao mu je H. Samuels, a harmoniju i kontrapunkt ga je podučavao Frank Bridge. Između 1930. i 1933. nastavio je sa studij klavira i skladateljstva u Londonu. Njegove prve skladbe, nastale baš u ovom periodu, su Simfonietta za komorni orkestar op. I (1932.) i ciklus varijacija Dječak je rođen (1933.).
Godine 1936. započinje njegova suradnja s pjesnikom Wystanom Hughom Audenom s kojim piše glazbu za nekoliko dokumentarnih filmova, među kojima je najimpresivnija bila ona za film Noćna pošta.
Za orkestar Boyd Neela piše Varijacije na temu Franka Bridgea, koje se prvi put izvode 1937. u Salzburgu i odmah privlače pozornost europskih glazbenih krugova. Te varijacije, inačen napisane za orkestar, parodiraju uobičajene forme (marš, bečki valcer, romansa, ...), ali s ukusom i bez pretjerivanja. Skladba Balada heroja, napisana prema pjesmama W. H. Audena i R. Swindlera, posvećena je britanskim trupama poginulim u Španjolskom građanskom ratu.

### SAD
Od 1939. do 1942., Britten boravi u SAD-u gdje piše koncert za violinu i Les Illuminations, najznačajnije njegovo djelo iz tog perioda, ciklus prema riječim Arthura Rimbauda. U SAD-u, Britten sklada i Simfonia da Requiem i 7 soneta prema tekstu Michelangela.

### Povratak u Englesku
Po povratku u Englesku, Britten sklada serenade za tenore, rog i gudački orkestar (1943.), a zatim svoju prvu i najbolju operu Peter Grimes (1945.).
Zanimljivo djelo mu je i Mladićev vodič kroz orkestar (1945.) ili Varijacije s fugom na Purcellovu temu. Ta skladba je inače napisana za dokumentarni film namijenjen mladima. U njoj se vješto i spretno prikazuju pojedini instrumenti i instrumentalne grupe simfonijskog orkestra.
Britten sve više sklada za glazbenu scenu, a ponajviše za tenora Petera Pearsa, s kojim često odlazi i na turneje u inozemstvo. Kasnije se saznalo da su Britten i Pears bili u romantičnoj vezi, što govori da su obojica bili homoseksualci. Britten i Pears su 1948. osnovali festival u Aldeburghu. 
Britten je odbio vitešku titulu Sir, no odlučio je staviti svoju novonastalu titulu baron Britten od Aldeburgha u nasljedstvo.
Edward Benjamin Britten preminuo je 4. prosinca 1976. u mjestu Aldeburgh u 63. godini života.

## Brittenova glazba
Britten je prvi nakon Purcellova vremena koji je ponovo pobudio interes svjetske glazbene javnosti za englesku glazbu. Njegovo stvaranje odlikuje se, kako invencijom i originalnošću, tako i uravnoteženošću i blještavom skladateljskom tehnikom. Bio je neobično mnogostran. On ukusno dorađuje narodne pjesme, prerađuje djela starih majstora i piše glazbu za film i radio. U originalnim skladbama gotovo nema oblika u kojemu se nije u većoj ili manjoj mjeri ogledao. U njegovim vokalnim skladbama vidi se znalačko tretiranje ljudskog glasa, kako u pogledu melodijskih linija koje predstavljaju pravi belkanto modernog stilam tako i u prenošenju izražajno-govornog izraza i ritma. Britten je bio majstor instrumentacije. On ima naročitu sposobnost da s malo sredstava izrazi raznovrsna kontrastna raspoloženja.
Njegove opere su ostvarenja snažnoga glazbenopsihološkog izraza, zanimljivog stila i zaokružene forme. Orkestar je pretežno tretiran kao instrument pratnje, koji dopunjuje sadržaj vokalnih dionica. Lajtmotiva Wagnerova tipa gotovo i da nema. Ali u odlomcima koje ispunjava sam orkestar, on postaje vrlo osebujan, nezamjenjiv tumač psihičkih scenskih zbivanja. 
Peter Grimes, dramatična povijest o surovom, egositičnom ribaru koji prkosi zajednici i na kraju završava život samoubojstvom u moru, obiluje dramatičnim scenama i impresivnim opisima promjenjive ćudi mora (vrlo uspjeli intermezzi), koje toliko djeluje na formiranje ličnosti glavnog junaka. 
Komorna opera Nasilje nad Lukrecijom, pored dramatskih sadrži i divnih lirskih stranica. U operi The Turn of the Screw glazbeno izražava morbidna raspoloženja, dok je San ivanjske noći (prema istoimenoj Shakespeareovoj komediji) jedno od njegovih najsvježijih i najduhovitijih glazbeno-scenskih djela. Potresan je i impresivan njegov Ratni rekvijem koji je neobičan spoj liturgijskih tradicionalnih tekstova i moderne poezije.

## Djela
- Peter Grimes
- Nasilje nad Lukrecijom
- San ivanjske noći
- Mali dimnjačar
- Mladićev vodič kroz orkestar
- Balada heroja
- Dječak je rođen
- Les Illuminations
- Varijacije na temu Franka Bridgea
- Ratni rekvijem